# صموئيل إلياس دو كارمو سواريس
صموئيل إلياس دو كارمو سواريس هو لاعب كرة قدم برازيلي في مركز الدفاع، ولد في 7 مارس 1988 في إيغاراتينغا في البرازيل. لعب مع أتلتيكو مينيرو ونادي باسوش دي فيريرا ونادي بوا إيسبورت ونادي فورتاليزا.